# Provinces de Nouvelle-Zélande

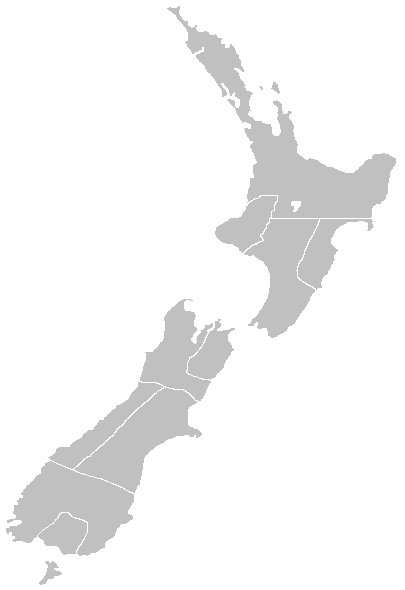
Carte des provinces de Nouvelle-Zélande entre 1853 et 1876.

Les provinces de Nouvelle-Zélande sont les anciennes divisions de ce pays. Les trois premières sont créées en 1841, leur nombre est porté à dix en 1853 et elles sont remplacées par les districts provinciaux le 1er novembre 1876 par le Abolition of the Provinces Act.
Les anciennes provinces sont province d'Auckland (en), province de New Plymouth ou Tanaraki (en), province de Hawke's Bay (en),  province de Wellington (en),  province de Nelson (en),  province de Marlborough (en),  province du Westland (en),  province de Canterbury (en),  province d'Otago (en) et province du Southland (en).